# Sió TV
A Sió TV magyar televíziócsatorna volt, amely 1988 és 2012 között működött.

## Története
Kísérleti adása 1988 karácsonyán indult, majd 1989 nyarától az ország első kereskedelmi televíziójaként kezdte meg működését. Adásait Siófokról sugározta, kezdetben még SECAM-rendszerben, Zánkán is lehetett fogni. Csúcsidőben napi tíz órányi műsort sugároztak, filmekkel kiegészítve. A rendszerváltás idején népszerű helyi adó kínálatában szerepelt reggeli imádság, német nyelvű hírek, élő talkshow, telefonos játék, cigaretta- és alkoholreklámok, valamint éjszakai felnőttfilmek is. Munkatársai voltak többek között Máté Krisztina, Bochkor Gábor, Jakupcsek Gabriella, Csisztu Zsuzsa, Szilágyi János, Juszt László és Fodor János. 2012 decemberében szűnt meg, az utolsó adást szilveszterkor sugározták. Ezt követően a stúdiót felszámolták, a több mint két évtized archív műsoranyagát felajánlották a siófoki Balatoni Regionális Történeti Kutatóintézet és Könyvtár számára.